# Reservatrechte (Deutsches Kaiserreich)
Als Reservatrechte bezeichnete man im Deutschen Kaiserreich von 1871 spezielle Rechte der Königreiche Bayern, Württemberg und Sachsen, des Großherzogtums Baden sowie der Hansestädte Bremen, Hamburg und Lübeck. Der Begriff Reservatrechte wird in der Reichsverfassung von 1871 selbst nicht genannt. Neben den für alle Länder gleichen Mitgliedschafts- und Hoheitsrechten, die dem „Grundsatz der allgemeinen Rechtsgleichheit der Gliedstaaten“ (E. R. Huber) folgten, besaßen die genannten Staaten besondere Mitgliedschaftsrechte (hier ist auch Preußen zu nennen) und besondere Hoheitsrechte. Die sonst bestehenden Kompetenzen des Reiches zur Gesetzgebung und zur Rechtsaufsicht wurden durch sie eingeschränkt oder modifiziert.

## Mitgliedschaftsrechte
- Preußen: Recht der preußischen Krone auf das Kaisertum.
- Bayern: Stellvertretender Vorsitz im Bundesrat, Vorsitz im Bundesratsausschuss für die auswärtigen Angelegenheiten (der nie zusammentrat), ständiger Sitz im Bundesratsausschuss für das Landheer und die Festungen.
- Sachsen und Württemberg: Ständiger Sitz in den Bundesratsausschüssen für auswärtige Angelegenheiten sowie für das Landheer und die Festungen.

## Besondere Hoheitsrechte
- Baden: Landesgesetzliche Regelung der Bier- und Branntweinsteuer.
- Bayern: Landesgesetzliche Regelung der Bier- und Branntweinsteuer; landesgesetzliche Regelung des Niederlassungs- und Heimatrechts; landesgesetzlicher Vorbehalt auf dem Gebiet des Immobiliarversicherungswesens; eigenständige Organisation und Verwaltung des Post- und Telegrafenwesens und der daraus erzielten Einnahmen. Die dem Reich zustehenden Rechte im Bereich des Eisenbahnwesens fanden in Bayern – mit Ausnahme von Regeln hinsichtlich des Militäreisenbahnwesens – keine Anwendung. Recht des bayerischen Königs auf Oberbefehl über die bayerische Armee in Friedenszeiten (auf Grundlage der Militärkonvention vom November 1870). Bayern behielt auch das Recht, eigene Gesandtschaften im In- und Ausland zu unterhalten.
- Sachsen: Eingeschränkte Sonderrechte im Bereich der Militärverwaltung in Friedenszeiten, der sächsische König war Chef (nicht Oberbefehlshaber) der sächsischen Armee, Recht des sächsischen Königs zur Ernennung von Offizieren unterhalb der Generalsränge.
- Württemberg: Landesgesetzliche Regelung der Bier- und Branntweinsteuer; eigenständige Organisation und Verwaltung des Post- und Telegrafenwesens und der daraus erzielten Einnahmen; eigenständige Verwaltung des Eisenbahnwesens; eigenständige Rechte im Bereich der Militärverwaltung auf Grundlage der Militärkonvention vom November 1870. Chef der Truppen der Württembergischen Armee war der König von Württemberg.
- Hansestädte: Betrieb von Freihäfen außerhalb der gemeinschaftlichen Zollgrenzen. Diese Regelung galt auf Grundlage der Verfassung des Norddeutschen Bundes.

Das Zugeständnis dieser Rechte trug mit dazu bei, die südlichen deutschen Staaten zum Abschluss der Verfassungsverträge vom November 1870 zu bewegen.
Diese Reservatrechte wurden als Zeichen staatlicher Eigenständigkeit in den Staaten südlich des Mains argwöhnisch bewacht und trugen entscheidend zur Überwindung der psychologischen Hürde, nun plötzlich von Preußen regiert zu werden, bei.